# Medium Mark II
Medium Mark II je bio srednji tenk Britanskog Carstva (današnje Ujedinjeno Kraljevstvo) dizajniran u razdoblju između dva svjetska rata. Bio je vizualno vrlo sličan svom prethodniku, Medium Marku I s nekim manjim izmjenama. Oklop je neznatno deblji, olakšan je pristup motoru i podvozje je zaštićeno oklopnim lajsnama. Uz osnovni Mark II, napravljene su i poboljšane inačice Mark II*, Mark II** i Mark IIA kao i mnoge druge prenamijene osnovnog tenka. Najznačajnija izmjena na Mark IIA u odnosu na ostala vozila je bilo poboljšano podvozje, dodatni valjci za okretanje kupole itd.

## Vanjske poveznice
|  | Zajednički poslužitelj ima još gradiva o temi Medium Mark II |